# Asche (Munch)
Asche (norwegisch: Aske, auch: Nach dem Sündenfall) ist ein Bildmotiv des norwegischen Malers Edvard Munch, das er in zwei Gemälden und drei Grafiken ausführte. Die Hauptversion stammt aus dem Jahr 1895 und wird in der Norwegischen Nationalgalerie ausgestellt. Sie ist Teil von Munchs Lebensfries, der Zusammenstellung seiner zentralen Werke über die Themen Leben, Liebe und Tod. Im Bild dargestellt sind eine frontal dem Betrachter zugewandte Frau mit zum Kopf erhobenen Händen und ein kauernder abgewandter Mann. Das Thema wurde interpretiert als der Moment nach dem Liebesakt oder das Ende einer Liebesbeziehung.

## Bildbeschreibung
Die Bildkomposition von Asche ist ganz auf zwei Figuren ausgerichtet. In der linken unteren Ecke kauert eine schwarz gekleidete Männerfigur, das Gesicht in den Arm gestützt in einer Pose, die Ulrich Bischoff wahlweise verzweifelt, trauernd oder melancholisch nennt. Das Gesicht des Mannes ist aschgrau, er scheint sich abzuwenden. Im Zentrum des Bildes, leicht rechts von der Bildmitte, steht aufrecht eine weiß gekleidete Frau. Der Mieder ihres Kleides ist aufgeknöpft und gibt den Blick auf ein leuchtend rotes Unterhemd frei. Auch ihre Haare sind rötlich braun und fließen ihr um ihre Schultern bis hinunter zu Schultern und Nacken des Mannes. Ihr Blick wirkt wie erstarrt. Die weit aufgerissenen Augen starren direkt den Betrachter an. Ihre Hände umklammern den Kopf von beiden Seiten, eine klassische Geste, die Schock ausdrückt. Männer- und Frauenfigur bilden in Helligkeit und Körperhaltung einen starken Kontrast.
Der Schauplatz der Szene ist ein nächtlicher Strand. Im Hintergrund ragen die schlanken Stämme eines Waldes auf, den Bischoff als Kiefernwald ausmacht. Im Vordergrund befinden sich helle Steine. Links und unten wird die Szene durch zwei rahmenartige Elemente begrenzt. Sie lassen die Form eines horizontal liegenden glimmenden Baumstamms erkennen, der in Asche übergeht, von der links eine vertikale Rauchsäule aufsteigt. Dabei sind die Formen stark vereinfacht, scheint sich die Gegenständlichkeit vor allem im Vordergrund aufzulösen. Die Linien sind fließend, die Farben kräftig mit starken Kontrasten und bewusst eingesetzter Farbsymbolik. Für Arne Eggum und Tone Skedsmo wiederholen die Elemente der Landschaft die Posen der Figuren: Die Bäume nehmen in ihrer Säulenform den aufrechten Stand der Frau auf, der kauernde Mann erinnert an die runden Steine. Er verschmilzt mit dem Stamm im Vordergrund, scheint in dessen Asche zu starren oder dem aufsteigenden Rauch zuzusehen.

## Versionen

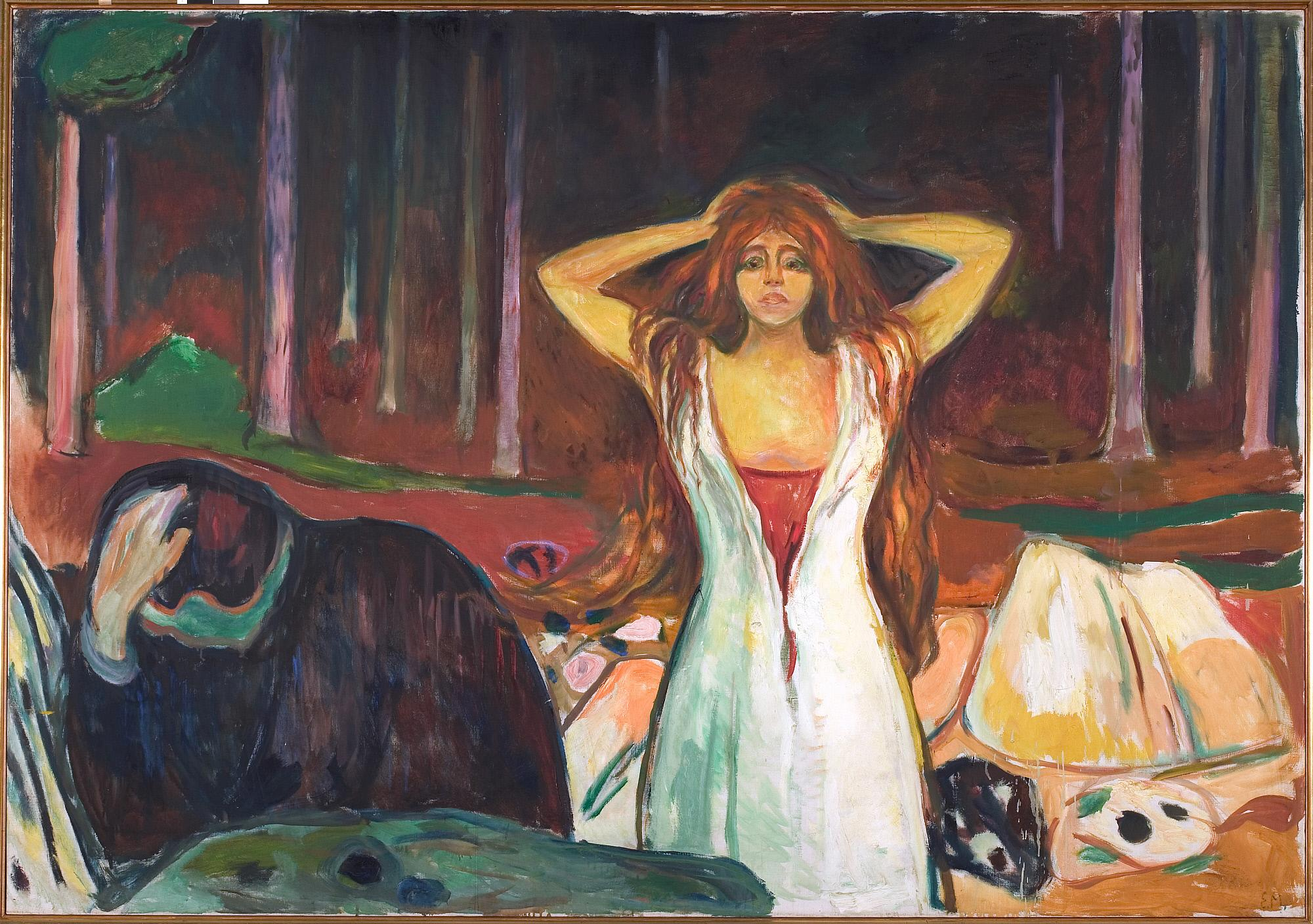
Asche (1925), Öl auf Leinwand, 139,5 × 200 cm, Munch-Museum Oslo
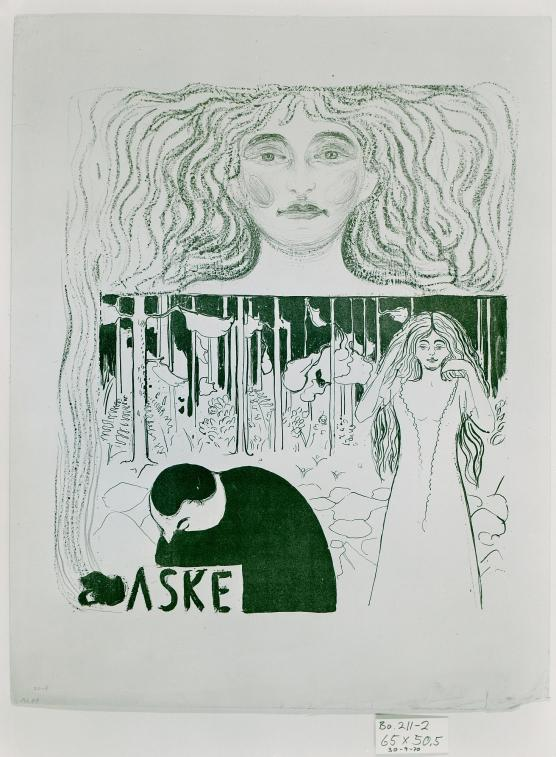
Asche I (1896), Lithografie, 50,0 × 43,0 cm, Munch-Museum Oslo
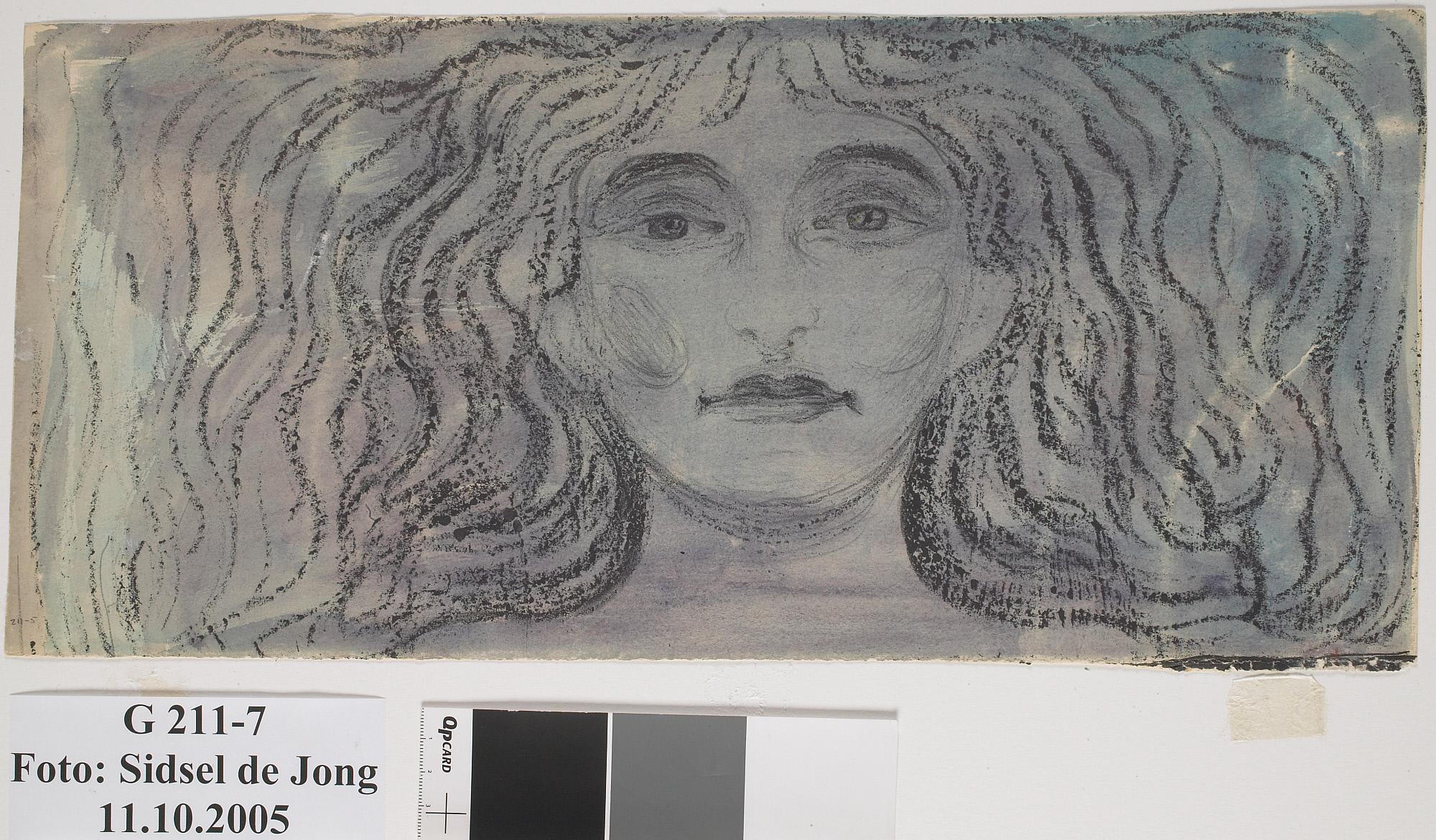
Asche I (Fragment, 1896), Lithografie, 19,7 × 41,9 cm, Munch-Museum Oslo
Asche II (1899), Lithografie, 35,3 × 45,4 cm, Thielska galleriet Stockholm
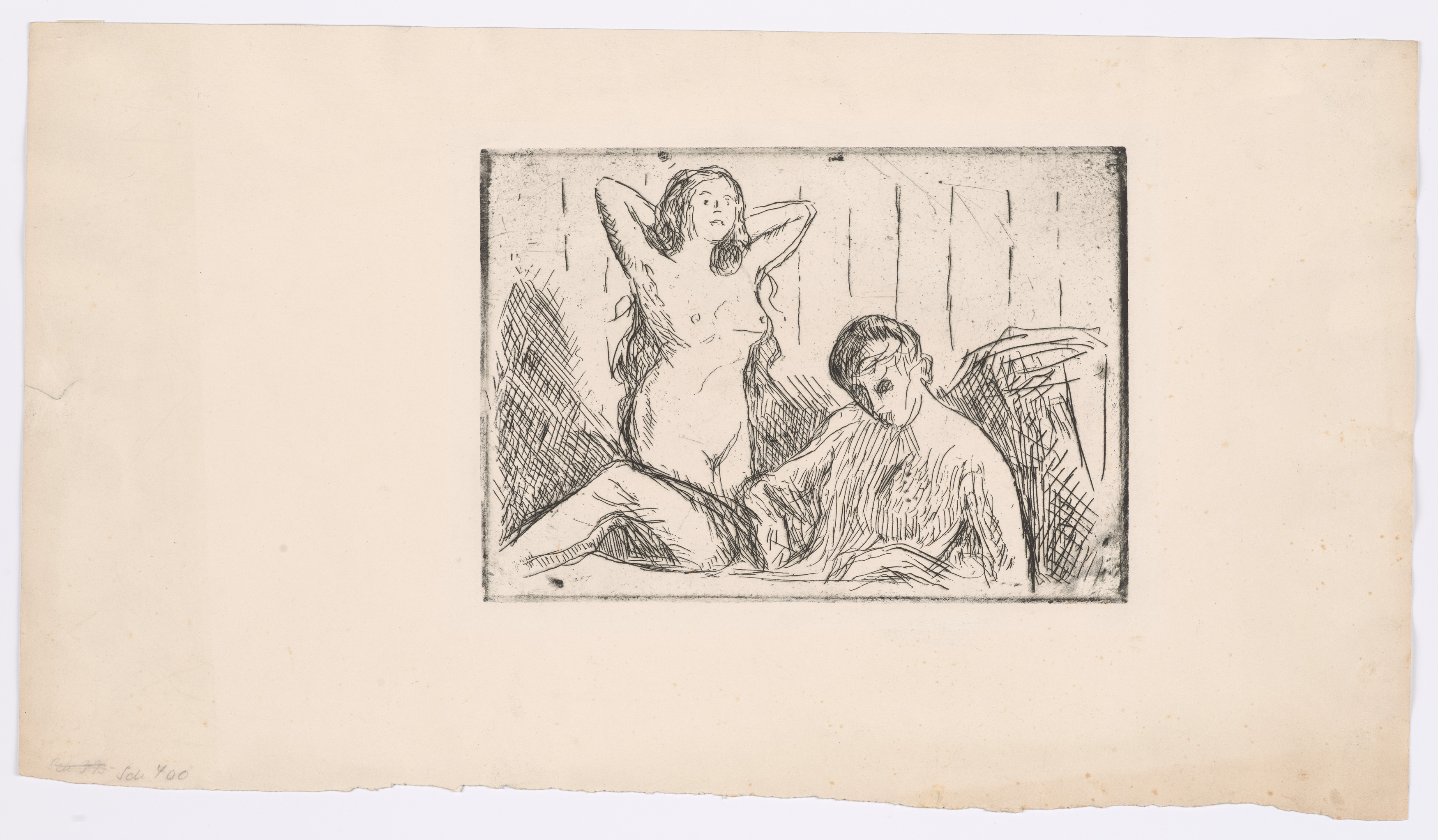
Asche (1913/14), Radierung, 19,3 × 27,9 cm, Munch-Museum Oslo

Das erste Ölgemälde mit dem Motiv Asche entstand im Jahr 1895. Es wurde im Jahr 1909 von der Norwegischen Nationalgalerie aufgekauft und seither dort gezeigt. Ein weiteres Ölgemälde aus dem Jahr 1925 wird im Munch-Museum Oslo ausgestellt. In den Jahren 1896 und 1899 fertigte Munch zwei Lithografien. Dabei führt die erste Lithografie ein weiteres Bildelement ein: Über dem Paar mit den aus dem Gemälde bekannten Posen bildet der Rauch einen großen geschminkten Frauenkopf. Der Gesichtsausdruck ist ruhig, beinahe lächelnd und wird auch von der Frau in der unteren Bildhälfte übernommen. Die Haare winden sich wie Schlangen und lassen an den Kopf einer Gorgonen denken. Vom horizontalen Baumstamm aus dem Gemälde ist nur noch ein Aschehaufen übriggeblieben. Die zweite Lithografie hat eine einfachere Komposition und fügt sich somit für Arne Eggum besser in den Stil der sonstigen Druckgrafiken des Lebensfrieses ein. Eine ebenfalls Asche betitelte Radierung aus dem Jahr 1913/14 zeigt ein abgewandeltes Motiv. Die Szenerie befindet sich nun in einem Innenraum, die Frau räkelt sich nackt und der Mann liegt im Bett.

## Interpretation

### Nach dem Liebesakt
Matthias Arnold interpretiert das Bild als eine Art postkoitale Müdigkeit. Der Mann ist nach dem Geschlechtsverkehr erschöpft, fühlt Leere und die Endlichkeit der Liebe. Er hat seine natürliche Funktion erfüllt, seinen Samen gespendet, der neues Leben zeugen wird. Nun wartet er darauf, dass er wie das Männchen der Gottesanbeterin nach der Paarung verspeist wird. Ganz anders die aufrechte triumphierende Haltung der Frau, die sich bereits wieder die Haare richtet. Sie ist, wie meistens bei Munch, in der Beziehung der Geschlechter die Stärkere, die den Mann besiegt und vernichtet. Auch Impotenz des Mannes und sein Versagen beim Sexualakt sind häufige Deutungen des Motivs.

Vampir (1893), Öl auf Leinwand, 80,5 × 100,5 cm, Kunstmuseum Göteborg
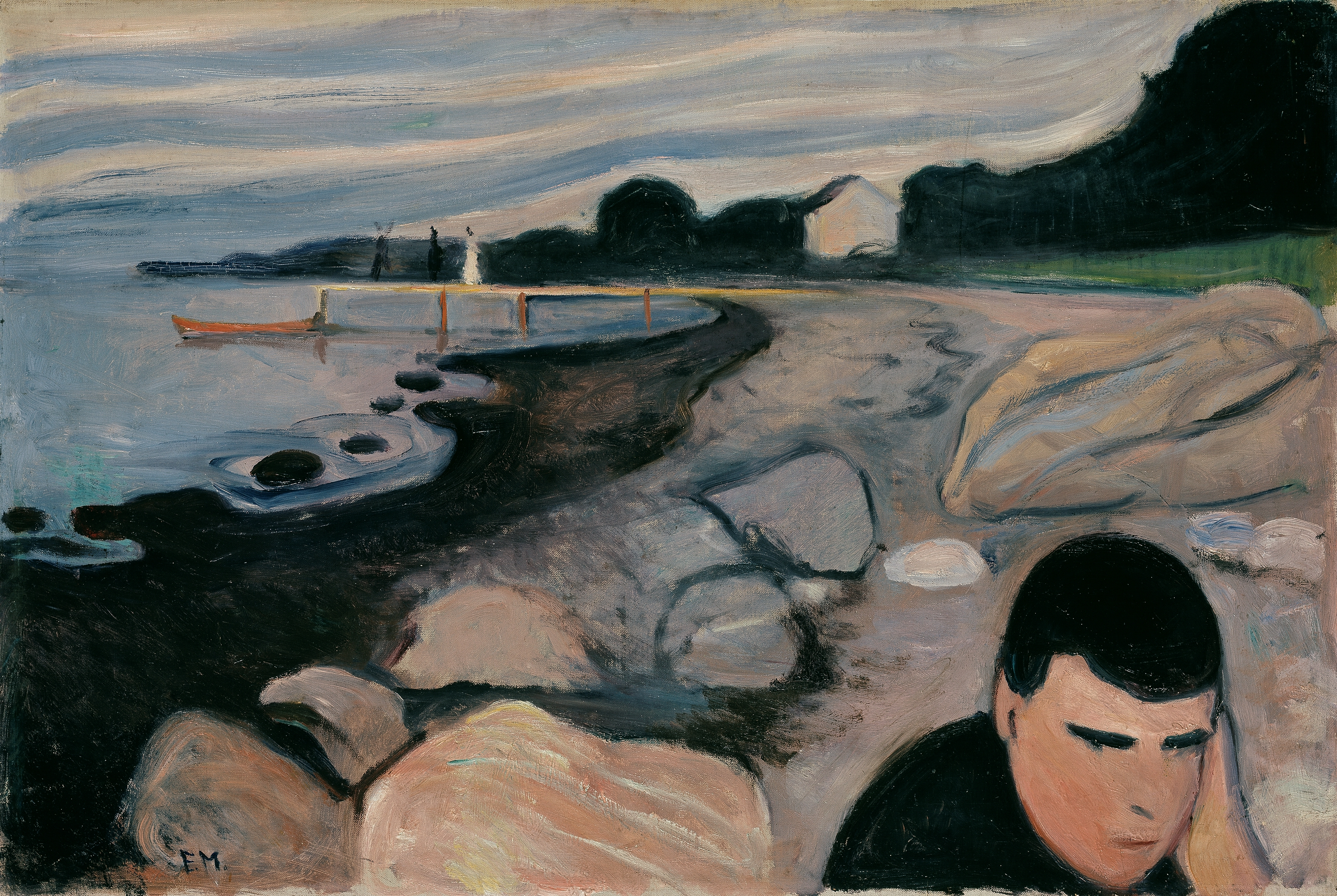
Melancholie (1892), Öl auf Leinwand, 64 × 96 cm, Norwegische Nationalgalerie Oslo

Die gebeugte, kauernde Haltung des Mannes, in der sich Verzweiflung, Demut und Unterwürfigkeit ausdrücken, kommt wiederholt in Munchs Œuvre vor. Sie ist laut Arnold üblicherweise auf den Maler selbst gemünzt, eine Art Selbstporträt, in dem er seine Gefühle ausdrückt. Man findet sie zum Beispiel im Motiv  Vampir, in dem der Mann sein Gesicht im Schoß der Frau vergräbt, während diese sich über seinen Nacken beugt. Auch die abgewandte, grüblerische Pose von Melancholie kann in diesem Zusammenhang genannt werden.

### Ende einer Liebesbeziehung
Für Arne Eggum weist das Motiv Asche allerdings über einen einzelnen Liebesakt hinaus und zeigt das Ende einer Liebesbeziehung. Der biblische Bezug des Alternativtitels Nach dem Sündenfall bedeutet danach, dass das Paradies der Liebeszeit zu Ende ist. Die Frau ist nach seiner Deutung nur in der Vorstellung des Mannes vorhanden, sie entsteht gleichsam aus dem Rauch und der Asche. Der Mann begehrt sie noch immer, beschwört eine erotisch aufgeladene Pose, obwohl die Liebe längst erkaltet ist. Tone Skedsmo formuliert: „Die Liebe ist tot, zu Asche verbrannt; sie ist zur Einsamkeit und Verzweiflung geworden. Hinter dem Ganzen liegt eine tödliche Angst vor der Vernichtung durch die Frau.“
In seinen Aufzeichnungen schrieb Munch zu dem Motiv: „Die Alten hatten recht, wenn sie die Liebe mit einer Flamme vergleichen, denn die Liebe hinterläßt, genau wie die Flamme, auch nur einen Haufen Asche.“ Und: „Ich fühlte unsere Liebe wie einen Aschehaufen auf dem Boden liegend.“ Arne Eggum bezieht auch eine literarische Notiz auf das Bild: „Nie war sie so lange bei ihm gewesen – er bettelte sie an nicht zu gehen – er war so heiß wie nie zuvor – er wollte mußte sie wieder umarmen ihren Kuß wieder fühlen – wieder / die Glut war verlöscht als sie sich erhoben – Sie stand sehr aufrecht und ordnete ihr Haar mit der Haltung einer Königin Da war etwas in ihrem Ausdruck das ihm Angst machte – er wußte nicht was es war –“
Für Frithjof Bringager ist Asche eines der pessimistischsten Bilder zur Beziehung zwischen den Geschlechtern, die Munch je gemalt hat. Es zeige den Mann als schwachen Verlierer, die Frau als starke Triumphierende. Munch verarbeite darin persönliche Erfahrungen und ein allgemein zeitgenössisches Bild der Frau als gleichzeitig Heilige und Hure.

### Theater-Tableau
Für Ulrich Bischoff liegt die eigentliche Kunst Munchs in der Verwandlung einer banalen Begebenheit in ein Theater-Tableau, eine „Bühnenlandschaft“. Die Figuren erinnern ihn an Schauspieler, die zu „sprechenden Gesten erstarrt“ sind, und er zieht Vergleiche zum japanischen Nō-Theater, zu Shakespeare und Ibsen und insbesondere, mit einem Vorgriff auf die Zukunft, zu Samuel Beckett, dessen Stücke nur bei der Aufführung einen Sinn ergeben und sich sonst gegen jede Festlegung sträuben. Auch Munchs Modernität liege darin, dass sich gerade nicht in Worte fassen lasse, was seine Figuren bewegt, was ihre Posen und Gesten ausdrücken. So entziehe sich auch das maskenhafte Gesicht der Frauenfigur und das abgewandte Profil des Mannes in Asche einer psychologisierenden oder biografistischen Deutung, was sie umso wirkungsvoller mache.